# スーパーヒーロー

マーベル・コミックを代表するスーパーヒーロー、スパイダーマンとキャプテン・アメリカ

スーパーヒーロー（英: superhero）は、超自然的または超人的な能力を持ち、一種の衣装を着て犯罪との戦いに専念する英雄的人物。そして、通常は市民を守るためにスーパーヴィランと戦う。女性のスーパーヒーローは、しばしばスーパーヒロイン（superheroine）と呼ばれる。特にアメリカンコミックでは、1930年代からスーパーヒーロー・フィクション（superhero fiction）として知られている

## 歴史

### 初期

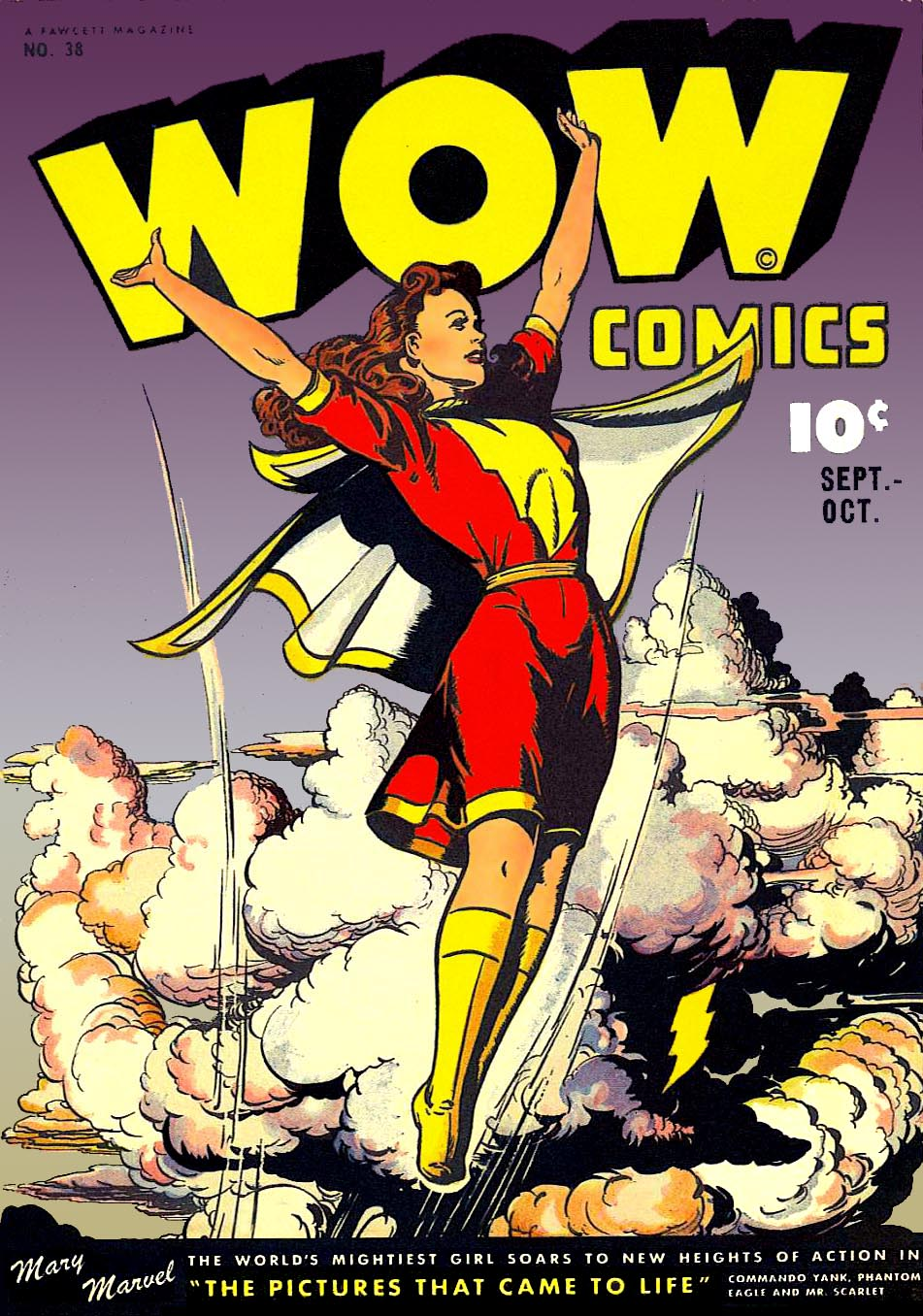
「Wow Comics No° 38」の表紙 （1941年）

"super hero"（スーパーヒーロー）という英単語の用例は、少なくとも1917年まで遡ることができる。スーパーヒーローに先立ち、ロビン・フッドのような民間伝承の英雄は特徴的な装束を纏っていた。1903年のスカーレット・ピンパーネルとそのスピンオフには独自の衣装、覆面をした復讐者、秘密の正体という特徴がすでにあった。その後まもなく、パルプ・フィクションやコミック・ストリップに連載された、覆面と衣装を着たキャラクターである怪傑ゾロ（1919年）、バック・ロジャース（1928年）、シャドウ（1930年）、フラッシュ・ゴードン（1934年）、ファントム（1936年）が現われ始めた。これらの衣装（マスク、マント、派手なボディスーツなど）は後のスーパーヒーローに影響を与えたが、超人的な能力を備えているわけではなかった。スーパーヒーローのような衣装は着ていないが、超人的な能力を持つキャラクターは、パトルス（1928年）、ポパイ（1929年）、ヒューゴー・ダナー（1930年）などがいる。
1930年代には、日本の黄金バット（1931年に人気を博した紙芝居のストーリーを1947年に漫画化、1967年にアニメ化。元の紙芝居のイラストは現存していない）、マンドリック・ザ・マジシャン（1934年）、スーパーマン（1938年）、キャプテン・マーベル（1939年）（現在はシャザムと名乗っている、マーベル・コミックのキャプテン・マーベルとは別）など、最も初期の超人的な能力を持ちかつマントや覆面などの衣装を着たキャラクターが一斉に現れた。そして、これらのキャラクターはコミックブックのゴールデン・エイジを先導した。

### ゴールデン・エイジ
1938年に、ジェリー・シーゲルとジョー・シャスターがスーパーマンを登場させた。スーパーマンは秘密の正体、超人的な能力、シンボルマークとマントを含むコスチュームといったスーパーヒーローを定義する特徴を備えていた。
DCコミックスは（当時はナショナル・アンド・オールアメリカン）スーパーマンの反響を受けてバットマンとロビン、ワンダーウーマン、グリーンランタン、ザ・フラッシュ、アクアマン、ホークマン、グリーンアローなどのスーパーヒーローを登場させた。
最初のスーパーヒーローチームは、上記のキャラクターを集めた、DCによるジャスティス・ソサエティ・オブ・アメリカ(JSA)であった。
当時の市場はDCにより支配されていた。他の出版社もスーパーヒーローを生み出した。マーベル・コミックのヒューマントーチ（オリジナル・ヒューマントーチ。ファンタスティック・フォーのヒューマントーチとは別人）やサブマリナー、クオリティ・コミックのプラスチックマンにファントムレディ、新聞連載されたウィル・アイズナーのザ・スピリットなど。
1940年代を通じて、キャプテン・マーベル（現在はシャザムと名乗っている）はスーパーマンより多くの売り上げを収めた。
戦後になるとスーパーヒーローは人気を失った。これはホラーやギャングの漫画の台頭に繋がった。これらの漫画のいかがわしい内容は、漫画が非行少年の原因であると非難する規制運動家達の活動を起こした。この運動の先頭に立ったのが、スーパーヒーロー・コミックの根底には性的倒錯が蔓延していると主張した精神科医のフレデリック・ワーサムであった。
これに応じて、自主規制（コミックス・コード）を採用した。そして1950年代までにスーパーヒーローは一掃された。

### シルバー・エイジ
1950年代に、DCコミックスはジュリアス・シュワルツの下で1940年代のヒーローを復活させた。
1960年には、DCがスーパーマンやバットマン、ワンダーウーマンなどの人気ヒーローをひとつのチームとしたジャスティスリーグ・オブ・アメリカ（JLA)を結成させた。
マーベル・コミックのスタン・リーとジャック・カービーは、それまでの勧善懲悪で単純なスーパーヒーローと異なるキャラクターを創造した。
- ザ・シング：ファンタスティック・フォーの一員で、怪力であるが、岩のような怪物的容姿に悩む。
- スパイダーマン：スーパーヒーローとしての活躍に加えて、就職や生活費の獲得、友人関係の維持に苦労する。
- ハルク：ジキルとハイドのような関係にあり、激昂すると緑の巨人になって暴れる。
- X-メン：ミュータントは突然変異によって超能力を獲得した。その力を恐れる社会から排除される。

### ブロンズ・エイジ
1970年代にDCコミックスはバットマンを法律を無視する自警団員へ変更した。『バットマン:ダークナイト・リターンズ』（1985年 - 1986年）によりバットマンの変化は進められた。マーベルはパニッシャー、ウルヴァリン、フランク・ミラーによるなどのダークヒーローを登場させた。
X-メンのビショップ、X-フォースのケーブル、スパイダーマンのヴェノムは有名なダーク
ヒーローとなったのであった
1992年にジム・リー、トッド・マクファーレン、ロブ・ライフェルドらがマーベルを退社してイメージ・コミックを設立した。イメージ・コミックが目指したのは、制作者によるキャラクターの所有であり、マーベルとDCの30年に及ぶ業界の支配に挑戦だった。リーの『ワイルド・キャッツ』や『GEN13』、ライフェルドの『ヤングブラッド』、マクファーレンの『スポーン』は人気を得た。

## 特徴
多くのスーパーヒーローには、次のような特徴がある。
- 超人的な能力、熟練した技術、高度な装備。バットマンやグリーン・ホーネットはスーパーパワーを持っていないが、武道、スパイ技術、科学捜査法などの特殊技術を習熟している。アイアンマンはパワードスーツ、グリーンランタンはパワーリングのような特殊な装備品を持っている。多くのキャラクターは、特殊な武器や機器を使う（キャプテン・アメリカのシールド、ワンダーウーマンの魔法の投げ縄や銀の腕輪、マイティ・ソーのムジョルニア、ウルヴァリンのアダマンチウムの爪など）。
- 正義のために見返りを求めず、自分の危険を厭わない強い道徳観。
- 自分の能力に対する責任感（スパイダーマン）、職業的使命（キャプテン・マーベル）、犯罪に対する怒り（バットマン）、正義感による強い信念（スーパーマン）など特別な動機。
- 友人や家族が敵の標的にされる事を防ぐための「シークレット・アイデンティティー」と呼ばれる自分の正体。ほとんどのスーパーヒーローは記号あるいは比喩的なコードネームを持つ。しかし、真のアイデンティティが一般的に知られているキャラクターもいる（キャプテン・アメリカやアイアンマンなど）。
- 派手で特徴的なコスチュームはしばしば秘密の正体を隠すために使用される（#コスチュームの特徴を参照）。
- 同僚、友人、恋人などのスーパーヒーローを取り巻く脇役。スーパーヒーローの正体を知っている場合や知っていない場合がある。スーパーヒーローの人間関係は、彼らとの二重生活によってしばしば複雑になる（特にバットマン、スパイダーマン、スーパーマン）。
- 「ローグス・ギャラリー」と呼ばれるスーパーヒーローと繰り返し戦うスーパーヴィラン。
- 働かずに済むだけの個人資産（バットマンは家族の遺産、X-MENはチャールズ・エグゼビアの保護、アイアンマンは父の会社や武器の技術）や時間的拘束が最小限で済む職業（スパイダーマンはフリーランスのカメラマン）。
- 「オリジン・ストーリー」と呼ばれるスーパーヒーローになるまでの誕生秘話（スーパーパワーを得た経緯や悪と戦う動機）。多くのオリジン・ストーリーでは、主人公の能力につながる悲劇的な要素および異常な事故を伴う。

多くのスーパーヒーローは独立して行動する。しかし、多くのスーパーヒーロー・チームも存在する。ファンタスティック・フォーやX-メンのような幾つかのチームはメンバーが共通の起源を持っており、通常はグループで行動する。また、インクレディブル・ファミリーはスーパーパワーを持った親と子供の家族である。DCコミックスのジャスティス・リーグやマーベル・コミックのアベンジャーズは別々の起源を持ち独立して活躍するヒーローから構成されるオールスター・チームであり、大きな危機に直面するとチームアップする。
1940年代に導入されたスーパーヒーローは子供をサイドキックにしていた（キャプテン・アメリカとバッキー、バットマンとロビン）。スーパーヒーローが洗練されて読者の年齢層が上がるにつれて少年向けのキャラクターの必要性が減った事と子供を危険に晒す行為が受け入れられなくなった事により、子供をサイドキックにすることは一般的でなくなった。サイドキックはスーパーヒーローとは別の分類と見なされる。
スーパーヒーロー・フィクションはファンタジー・アドベンチャーの一種として考えられているが、多くのジャンルにまたがっている。幾つかのスーパーヒーローのフランチャイズは似ており、クライム・フィクション（バットマン、スパイダーマン、デアデビル）、ホラー・フィクション（ヘルボーイ、スペクター）、パラノイド・フィクション（ウォッチメン、マーベルマン）、および従来のサイエンス・フィクション（例えばグリーンランタン、ガーディアンズ・オブ・ギャラクシー）である。
彼らの住む架空の宇宙では、スーパーヒーローに対する一般の認識は大きく異なる。スーパーマンやファンタスティック・フォーのような幾つかのキャラクターは尊敬されており、重要な市民団体の指導者、さらには有名人として見られている。ハルク、スパイダーマンのようなキャラクターやウォッチメンでは、不信感や露骨な敵意を向けられている。

### コスチュームの特徴
スーパーヒーローのコスチュームは大衆に対してヒーローを認識させるのに役立つ。キャラクターの魅力を高め、スーパーヒーローの名前やテーマが組み込むためにコスチュームはカラフルになっている。例えばデアデビルの着る真紅のコスチュームは悪魔、キャプテン・アメリカのコスチュームはアメリカ合衆国の国旗、バットマンのコスチュームは大きなコウモリ、スパイダーマンのコスチュームは蜘蛛の巣模様を特徴を備えている。
スーパーヒーローのコスチュームは、以下のような多くの機能を持つ。
- シークレット・アイデンティティを維持するスーパーヒーローはしばしば覆面を着用する。覆面はロビンとグリーン・ホーネットのようなドミノマスクや、スパイダーマンとブラックパンサーのようなフルフェイスマスクなど様々である。最も一般的なものは、顔の上部を覆い口と顎を露出したマスクである。これは信じられない偽装力と認識できる表情の両方を可能にする。注目すべき例外はスーパーマンであり、彼は犯罪と戦う時に何も着用していない。ドクターフェイトやマグニートーなど一部のキャラクターはヘルメットを着用している。
- 通常は胸に様式化された文字やアイコンのようなシンボルマークが描かれている。例えばスーパーマンの「Ｓ」、バットマンのバットシンボル、スパイダーマンのスパイダーエンブレムなど。多くの場合、グループまたはリーグは共通のシンボルを使用している。例えばファンタスティック・フォーの「4」、X-MENの「X」、インクレディブル・ファミリーの「ｉ」など。
- タイツやスパンデックスなど体に密着するコスチュームを着る。このような衣装はキャラクターの肉体の美しさを強調し、それを再現するイラストレーターのためにシンプルなデザインを提供する。
- 最も広く知られたバットマンとスーパーマンという2人のスーパーヒーローがマントを着用しているため、マントを着たスーパーヒーローは最も広く認識されている。ウォッチメンやMr.インクレディブルでは、現実的に見たマントの致命的な欠点を指摘されている。
- ほとんどのスーパーヒーローのコスチュームは正体を隠してイメージを認識させるだけだが、実用的な機能を持つコスチュームも存在する。例えば、ヴェノムのシンビオート・スーツとスポーンのネクロプラズミック・アーマーは両方の着用者に大きな助けとなっている。アイアンマンのアーマーは彼を保護して技術的な利点を与える。
- 扱われるテーマによって、ある種のスーパーヒーローは様々な職業やサブカルチャーを象徴する衣装を身に纏う。魔法の力を持つザターナは手品師の衣装（シルクハットとタキシードの上着、網タイツと黒のレオタード）、オートバイに乗るゴーストライダーは革のジャケットなどバイクファッションを着ている。
- 1990年代に登場したデッドプール、ケーブル、イメージ・コミックの多くのキャラクターなどアンチヒーローは、より実用的かつ軍隊的な装備を選び伝統的なスーパーヒーローのコスチュームを避けた。そして、肩、肘、膝を守るパッドやケブラー製のベスト、金属製のアーマー、ヘビーデューティー・ベルトを採用していた。

### 基地
多くのスーパーヒーロー（スーパーヴィラン）は基地や本部から運営されている。これらの拠点には、最先端技術またはエイリアンの技術が装備されている場合がよくある。これらは、一般的に敵や公衆に発見されないように偽または秘密の場所に設定されている（例えば、スーパーマンの孤独の要塞やバットケイブ）。しかし、バクスタービルやジャスティス・ホールは一般的に知られている（それらの正確な場所は秘密のまま）。恒久的な本部を持たない多くのヒーローやヴィランは、代わりに移動する拠点を持つことができる。
秘密の基地を持つヒーローやヴィランは、以下のような（ただしこれに限定されない）様々な機能を果たすことができる。
- オペレーションルームやその技術とエイリアンのデバイスを格納。
- 実験や科学的研究のためのラボ。
- 彼らの敵から身を隠すことができるヒーローの隠れ家。

## 商標
マーベル・コミック・グループとDCコミックスは、コミックに適用される言葉「Super Heroes」のアメリカ合衆国における商標権を共同で所有しており、この二つの企業は有名なスーパーヒーローを所有している。